# بيتافاستاتين
بيتافاستاتين أحد الأدوية الحديثة التي تنتمي إلى مجموعة الستاتين (أو مثبطات إنزيم HMG-CoA) وهي ادوية مخفضة للكوليسترول .
ويتوفر بيتافاستاتين بجرعات مختلفة (1 ملغ، 2ملغ، 4ملغ) .

## الأيض والتفاعلات الدوائية
أكثر الأدوية في مجموعة ستاتين يتم أيضها في الكبد بواسطة إنزيمات سايتوكروم ب450 (Cytochrome P450) وخصوصا الإنزيم CYP3A4 مما يجعلها عرضه للتفاعلات الدوائية مع الكثير من الأدوية والأغذية مثل عصير كريب فروت .
لكن وكما يبدو فإن أيض بيتافاستاتين يتم غالبا بواسطة الإنزيم CYP2C9 لذلك فإن هذا الدواء له تفاعلات دوائية أقل من بقية الستاتينات .

## تاريخه
تعتبر شركة كووا (Kowa Pharmaceuticals) اليابانية أول شركة منتجة له تحت اسم ليفالو (Livalo) وذلك منذ عام 2003 .
بعد ذلك تم إنتاجه وتسويقه في كوريا الجنوبية والهند بامتياز من الشركة ذاتها .
ثم انتشر استخدامه في دول جنوب آسيا ودول جنوب شرق آسيا .
تم إقرار استخدامه في الولايات المتحدة الأمريكية من قبل إدارة الأغذية والأدوية (FDA) بتاريخ 8 آذار من عام 2009 وبدأت شركة ليلي (Eli Lilly and Company) الأمريكية بالتعاون مع كووا (Kowa Pharmaceuticals) اليابانية بإنتاجه وتسويقه في الولايات المتحدة الأمريكية .
وقد تم إقرار استخدامه في المملكة المتحدة بتاريخ 17 آب 2010 .

## وصلات خارجية
- الموقع الرسمي لـ ليفالو